# Fertrève
Fertrève este o comună în departamentul Nièvre din centrul Franței. În 2009 avea o populație de 122 de locuitori.

## Evoluția populației
| An        | 1975 | 1982 | 1990 | 1999 | 2006 | 2009 |
| --------- | ---- | ---- | ---- | ---- | ---- | ---- |
| Populație | 153  | 125  | 111  | 109  | 117  | 122  |